# Global Mapper
Global Mapper — программный пакет, геоинформационная система (ГИС), работающая под Windows.
Программа позволяет обрабатывать векторную и растровую информацию, представляет данные, имеет возможность конвертации форматов, предоставляет другие функции типичные для ГИС.

## История
В 1995 году Геологической службе США (United States Geological Survey) понадобилась программа под Windows для просмотра данных, выпускаемых этой службой — таким образом, было разработано приложение dlgv32, позволяющее просматривать данные в формате DLG (Digital Line Graph). В период с 1995 по 1998 год приложение dlgv32 было расширено, с тем чтобы добавить поддержку DRG (топографические карты), DEM (цифровая модель рельефа), SDTS-DLG и SDTS-DEM.
В 1998 году USGS передала исходный код dlgv32 v3.7 в общественное достояние.
В 2001 году код был доработан и выпущен как коммерческий продукт dlgv32 Pro v4.0. Позже в том же году в Канзасе была основана компания Global Mapper Software LLC, продукт был переименован в Global Mapper и стал распространяться этой компанией.
USGS по-прежнему распространяет продукт dlgv32 Pro  с урезанными возможностями, по сравнению с Global Mapper.
3 ноября 2011 года Global Mapper LLC была приобретена компанией Blue Marble Geographics.

## Версии
- 18 ноября 2001 — Global Mapper v4.25
- 11 мая 2003 — Global Mapper v5.00
- 28 июля 2004 — Global Mapper v6.00
- 4 августа 2005 — Global Mapper v7.00
- 30 августа 2006 — Global Mapper v8.00
- 28 августа 2007 — Global Mapper v9.00
- 21 августа 2008 — Global Mapper v10.00
- 12 августа 2009 — Global Mapper v11.00
- 22 сентября 2010 — Global Mapper v12.00
- 13 сентября 2011 — Global Mapper v13.00 и Global Mapper SDK v1.37
- 25 сентября 2012 — Global Mapper v14.00
- 16 ноября 2013 — Global Mapper v15.00
- 17 сентября 2014 - Global Mapper v16.00
- 25 сентября 2017 - Global Mapper v19.00
- 03 сентября 2019 - Global Mapper v20.10